# Natação nos Jogos Olímpicos de Verão de 2008 - 100 m costas feminino
A competição dos 100m costas feminino  nos Jogos Olímpicos de Verão de 2008 aconteceram nos dias 10 e 12 de Agosto no Centro Aquático Nacional de Pequim.

## Medalhistas
| Ouro   | USA Natalie Coughlin |
| Prata  | ZIM Kirsty Coventry  |
| Bronze | USA Margaret Hoelzer |

## Recordes
Antes desta competição, os recordes mundiais e olímpicos da prova eram os seguintes:
| Tipo | Atleta               | Tempo | Local  | Data                 | Ref |
| ---- | -------------------- | ----- | ------ | -------------------- | --- |
|      | USA Natalie Coughlin | 58,97 | Omaha  | 1 de julho de 2008   | ver |
|      | USA Natalie Coughlin | 59,68 | Atenas | 21 de agosto de 2004 |     |

## Eliminatórias
| #   | Eliminatória | Pista | Nadador                             | Tempo   | Notas |
| --- | ------------ | ----- | ----------------------------------- | ------- | ----- |
| 1   | 7            | 5     | ZIM Kirsty Coventry                 | 59.00   | OR    |
| 2   | 6            | 6     | JPN Reiko Nakamura                  | 59.36   |       |
| 3   | 5            | 4     | RUS Anastasia Zuyeva                | 59.61   |       |
| 4   | 7            | 4     | USA Natalie Coughlin                | 59.69   |       |
| 5   | 6            | 5     | FRA Laure Manaudou                  | 1:00.09 |       |
| 6   | 7            | 6     | GBR Gemma Spofforth                 | 1:00.11 |       |
| 7   | 6            | 4     | USA Margaret Hoelzer                | 1:00.13 |       |
| 8   | 6            | 3     | JPN Ito Hanae                       | 1:00.16 |       |
| 9   | 5            | 5     | AUS Emily Seebohm                   | 1:00.27 |       |
| 10  | 4            | 3     | CAN Julia Wilkinson                 | 1:00.38 |       |
| 11  | 5            | 8     | GER Antje Buschschulte              | 1:00.48 |       |
| 12  | 5            | 2     | GBR Elizabeth Simmonds              | 1:00.53 |       |
| 13  | 5            | 6     | ESP Nina Alexandrovna Zhivanevskaya | 1:00.54 |       |
| 14  | 5            | 3     | AUS Sophie Edington                 | 1:00.65 |       |
| 15  | 7            | 1     | NZL Elizabeth Coster                | 1:00.66 |       |
| 16  | 6            | 1     | RUS Kseniya Moskvina                | 1:00.70 |       |
| 17  | 5            | 1     | CHN Xu Tianlongzi                   | 1:00.82 |       |
| 18  | 7            | 7     | BRA Fabiola Molina                  | 1:01.00 |       |
| 19  | 3            | 3     | COL Carolina Colorado               | 1:01.19 |       |
| 20  | 4            | 4     | NZL Melissa Ingram                  | 1:01.24 |       |
| 21  | 5            | 7     | UKR Kateryna Zubkova                | 1:01.25 |       |
| 22  | 6            | 2     | CRO Sanja Jovanović                 | 1:01.30 |       |
| 23  | 7            | 2     | FRA Alexianne Castel                | 1:01.44 |       |
| 24  | 7            | 8     | HUN Nikolett Szepesi                | 1:01.77 |       |
| 25  | 3            | 2     | ISR Anna Gostomelsky                | 1:01.87 |       |
| 26  | 4            | 6     | ITA Romina Armellini                | 1:02.21 |       |
| 26  | 4            | 8     | SLO Anja Carman                     | 1:02.21 |       |
| 28  | 4            | 5     | ESP Mercedes Peris                  | 1:02.30 |       |
| 29  | 3            | 1     | SWE Sarah Sjöström                  | 1:02.38 |       |
| 30  | 4            | 2     | FIN Hanna-Maria Seppala             | 1:02.39 |       |
| 31  | 4            | 1     | IRL Aisling Margaret Cooney         | 1:02.50 |       |
| 32  | 3            | 7     | BAH Alana Dillette                  | 1:02.56 |       |
| 33  | 1            | 4     | BER Kiera Aitken                    | 1:02.62 |       |
| 34  | 3            | 4     | HKG Tsai Hiu Wai Sherry             | 1:02.68 |       |
| 35  | 3            | 5     | MEX Fernanda Gonzalez               | 1:02.76 |       |
| 35  | 2            | 4     | ESP Zuzanna Mazurek                 | 1:02.77 |       |
| 37  | 6            | 7     | UKR Iryna Amshennikova              | 1:02.85 |       |
| 38  | 2            | 5     | GUA Gisela Morales                  | 1:02.92 |       |
| 39  | 3            | 6     | CZE Petra Klosová                   | 1:03.36 |       |
| 40  | 2            | 3     | SRB Marica Strazmester              | 1:03.56 |       |
| 41  | 3            | 8     | ISL Sarah Blake Bateman             | 1:03.82 |       |
| 42  | 6            | 8     | GER Christin Zenner                 | 1:03.87 |       |
| 43  | 2            | 7     | VEN Erin Nicole Volcan Smith        | 1:03.90 |       |
| 44  | 2            | 6     | KOR Kim Yuyon                       | 1:04.63 |       |
| 45  | 2            | 2     | KAZ Yekaterina Rudenko              | 1:04.85 |       |
| 46  | 1            | 5     | PAR Maria Virginia Baez             | 1:05.39 |       |
| 47  | 1            | 3     | PAN Christie Marie Bodden Baca      | 1:07.18 |       |
| DNS | 4            | 7     | BLR Svetlana Khokhlova              | DNS     |       |
| DSQ | 7            | 3     | CHN Zhao Jing                       | DSQ     |       |

## Final
| #                 | Pista | Nome                 | Tempo   | Notas |
| ----------------- | ----- | -------------------- | ------- | ----- |
| Medalha de ouro   | 5     | USA Natalie Coughlin | 58.96   | OR    |
| Medalha de prata  | 4     | ZIM Kirsty Coventry  | 59.19   |       |
| Medalha de bronze | 7     | USA Margaret Hoelzer | 59.34   |       |
| 4                 | 2     | GBR Gemma Spofforth  | 59.38   | ER    |
| 5                 | 6     | RUS Anastasia Zueva  | 59.40   |       |
| 6                 | 3     | JPN Reiko Nakamura   | 59.72   |       |
| 7                 | 8     | FRA Laure Manaudou   | 1:00.10 |       |
| 8                 | 1     | JPN Ito Hanae        | 1:00.18 |       |

Legenda
| Recorde mundial      | Recorde mundial (World record)               |                       | Recorde africano                      | Recorde africano (African) |                                           | Q | Classificado por posição (Qualified) |
| Recorde olímpico     | Recorde olímpico (Olympic record)            | Recorde da América    | Recorde da América (Americas)         | q                          | Classificado por melhor tempo (Qualified) |   |                                      |
| Melhor marca do ano  | Melhor marca do ano (World leading)          | Recorde asiático      | Recorde asiático (Asian)              | DNS                        | Não largou (Did not start)                |   |                                      |
| Recorde nacional     | Recorde nacional (National record)           | Recorde europeu       | Recorde europeu (European)            | DNF                        | Não terminou (Did not finish)             |   |                                      |
| Recorde pessoal      | Recorde pessoal do atleta (Personal best)    | Recorde da Oceania    | Recorde da Oceania (Oceania)          | DSQ / DQ                   | Desclassificado (Disqualified)            |   |                                      |
| Recorde da temporada | Recorde da temporada do atleta (Season best) | Recorde sul-americano | Recorde sul-americano (South America) | NM                         | Sem marca (No mark)                       |   |                                      |